# Richard Corbett
Richard Corbett (ur. 6 stycznia 1955 w Southport) – brytyjski polityk, urzędnik państwowy, deputowany do Parlamentu Europejskiego IV, V, VI, VIII i IX kadencji.

## Życiorys
W 1976 ukończył magisterskie studia z zakresu ekonomii i polityki na University of Oxford. W 1995 uzyskał stopień doktora na University of Hull.
Był pracownikiem organizacji pozarządowych, urzędnikiem państwowym, etatowym działaczem związkowym. Od 1974 obejmował różne funkcje w Partii Pracy, poczynając od członkostwa w komitecie generalnym lokalnych struktur.
W 1996 z ramienia laburzystów po raz objął mandat posła do Parlamentu Europejskiego. Z powodzeniem ubiegał się o reelekcję w kolejnych wyborach europejskich (w 1999 i 2004). Był m.in. wiceprzewodniczącym Komisji ds. Instytucjonalnych (1997–1999), pracował także w Komisji Spraw Konstytucyjnych. Należał do Grupy Socjalistycznej. W 2009 bez powodzenia ubiegał się o reelekcję. Został później doradcą przewodniczącego Rady Europejskiej Hermana Van Rompuya. W wyniku wyborów europejskich w 2014 powrócił do Parlamentu Europejskiego. W 2019 utrzymał mandat na kolejną kadencję.